# Klaus E. Bregger
Klaus E. Bregger (* 7. Februar 1940 in Singen) ist ein deutscher Unternehmer. Er war Vorsitzender der Mittelstands- und Wirtschaftsvereinigung der CDU/CSU.

## Leben
Bregger besuchte die Höhere Handelsschule in Singen. Danach absolvierte er Aus- bzw. Weiterbildungen zum Groß- und Außenhandelskaufmann und Technischen Kaufmann. Er arbeitete in der Industrie und wurde 1974 geschäftsführender Gesellschafter der Henke Autoteile GmbH in Stuttgart und der Unipart Fahrzeugtechnik GmbH in Weingarten.
Er war zunächst Vorstandsmitglied der CDU Baden-Württemberg. Von 1993 bis 1996 war er Vorsitzender der Mittelstands- und Wirtschaftsvereinigung und Bundesvorstandsmitglied der CDU/CSU (MIT).
In den 1970er Jahren war er Präsidiumsmitglied des Gesamtverbandes Autoteile-Handel (GVA). 1996 wurde er Kustos des Deutschen Mittelstandspreises.
Bregger ist verheiratet und Vater eines Kindes.

## Auszeichnungen
- 1994: Bundesverdienstkreuz am Bande